# 伊岐須駅
伊岐須駅（いきすえき）は、かつて福岡県飯塚市横田にあった、日本国有鉄道（国鉄）幸袋線の貨物駅（廃駅）である。貨物支線の廃線に伴い、1969年（昭和44年）12月8日に廃駅となった。

## 歴史
- 1899年（明治32年）12月26日：九州鉄道により開業[1]。
- 1907年（明治40年）7月1日：九州鉄道国有化[1]。
- 1969年（昭和44年）12月8日：貨物支線の廃線に伴い廃止[1]。

## 隣の駅
日本国有鉄道
　幸袋線（貨物支線）
川津信号場 - 伊岐須駅